# Rundaugen-Mohrenfalter
Der Frühlings- oder Rundaugen-Mohrenfalter (Erebia medusa) ist ein Schmetterling (Tagfalter) aus der Unterfamilie der Edelfalter (Nymphalidae). Das Artepitheton leitet sich von Medusa, einer der drei Gorgonen aus der griechischen Mythologie ab.

## Merkmale
Die Falter erreichen eine Flügelspannweite von 32 bis 40 Millimetern. Sie haben dunkelbraune Flügeloberseiten, bei der auf jedem Flügel drei bis fünf gelbe, unterschiedlich große Augenflecken mit schwarzem und darin weißem Kern zu finden sind. Die Augenflecke sind voneinander getrennt, liegen aber teilweise sehr nahe beieinander. Die Flügelunterseite ist gleich wie die Oberseite gefärbt. Die Augenflecke sind in ihrer Erscheinung und Anzahl sehr variabel. Falter, die in höheren Lagen leben, haben bei ihnen meist deutlich schmälere gelbe Umrandungen.
Die Raupen werden ca. 20 Millimeter lang. Sie sind hellbeige oder hellgrün gefärbt und haben eine dunkle, an den Seiten weißliche Rückenlinie. Auf den Seiten der Tiere kann man mehrere sehr feine, dunkle Längsstriche erkennen.

### Ähnliche Arten
- Doppelaugen-Mohrenfalter (Erebia oeme)
- Erebia polaris

## Vorkommen
Sie kommen von Frankreich über Mittel- und Osteuropa vor und sind vor allem im süd- und mitteldeutschen Bergland und in den Alpen häufig. Im norddeutschen Tiefland sind sie fast ausgestorben. Sie leben besonders an sonnigen Waldrändern, -lichtungen und -wiesen, auf verbuschtem Trockenrasen, auf Berg- und Streuwiesen aber auch in Randbereichen von Mooren und auf feuchten Wiesen. Man findet sie bis in eine Höhe von 2.300 Metern. In Österreich in den Alpen vorkommend, im Alpenvorland selten geworden.

### Flug- und Raupenzeiten
Die Falter fliegen von Mitte Mai bis Mitte Juli in einer Generation. Die Art ist damit mit Abstand der erste mitteleuropäische Mohrenfalter, der im Jahr auftritt. In höheren Lagen treten sie ab Mitte Juni auf. Die Raupen findet man von Juli bis April.

## Lebensweise
Die Weibchen legen ihre Eier einzeln oder in kleinen Gruppen an Grashalmen ab. Die Raupen ernähren sich von den Blättern von Aufrechter Trespe (Bromus erectus), Echtem Schaf-Schwingel (Festuca ovina) und anderen Gräsern. Die Raupen überwintern fast völlig ausgewachsen und verpuppen sich erst im nächsten Frühjahr in locker versponnenen Grashalmen am Boden in einer Puppenkammer. Darin steht die hell-beige farbene, auf den Flügelanlagen und den Hinterleibssegmenten schwarz gestreifte Puppe aufrecht. Manchmal kommt es vor, dass die Raupe zweimal überwintert, bevor sie sich verpuppt. Die Falter findet man häufig auf Blüten von Disteln und Dost sitzend. Insgesamt ist über die Nahrung des Falters und der Raupen noch relativ wenig bekannt.